# Miroloi
Das Miroloi, auch Mirologi (griechisch μοιρολόι oder μοιρολόγι, Plural: μοιρολόγια, deutsch: „Rede über das Schicksal“, Plural: Mirologia oder Mirologien von mittelgriechisch μοιρολόγι(ο)ν) ist ein von Frauen gedichtetes und gesungenes Totenlied für einen Verstorbenen in der Tradition der griechisch-orthodoxen Kirche. Ursprünglich hatten Mirologia die Passion Christi zum Gegenstand. Besonders bekannt sind die Mirologia der Mani.

## Textbeispiele
- Μυρολόγιον της Παρασκευής, Μυρολόγιον του Γιώργαρου (Μυρολόγια Μανιάτικα). In: Χρυσαλλίς, Τόμ. 3, Αρ. 69, 1865, 656, upatras.gr (PDF) – (Zwei Beispiele für maniatische Mirologien)